# Яковлев, Владислав Викторович
Владисла́в Ви́кторович Я́ковлев (род. 3 августа 1980 года, Москва, СССР) — исполнительный супервайзер Детского Евровидения, Евровидения для молодых музыкантов и Евровидения для молодых танцоров при Европейском вещательном союзе.

## Биография

### Детство и юность
Владислав Яковлев родился в Москве 3 августа 1980 года. После окончания школы, в сентябре 1997 года, Владислав поступил в Международный Славянский Университет в Москве. Там он изучал английский, китайский и итальянский языки.

### Начало карьеры
В 2002 году завершил учёбу в университете и начал профессиональную деятельность на Первом канале, где он проработал до 2005 года, после чего перешёл на телеканал Россия. С 2007 по 2008 год был Генеральным директором проекта «Фабрика Звёзд-7». В 2009 году, когда «Евровидение» проходило в Москве, Яковлев был назначен на пост заместителя исполнительного директора конкурса. Эта роль открыла ему двери в ЕВС, где он начал работать с 2010 года.

### В Европейском вещательном союзе

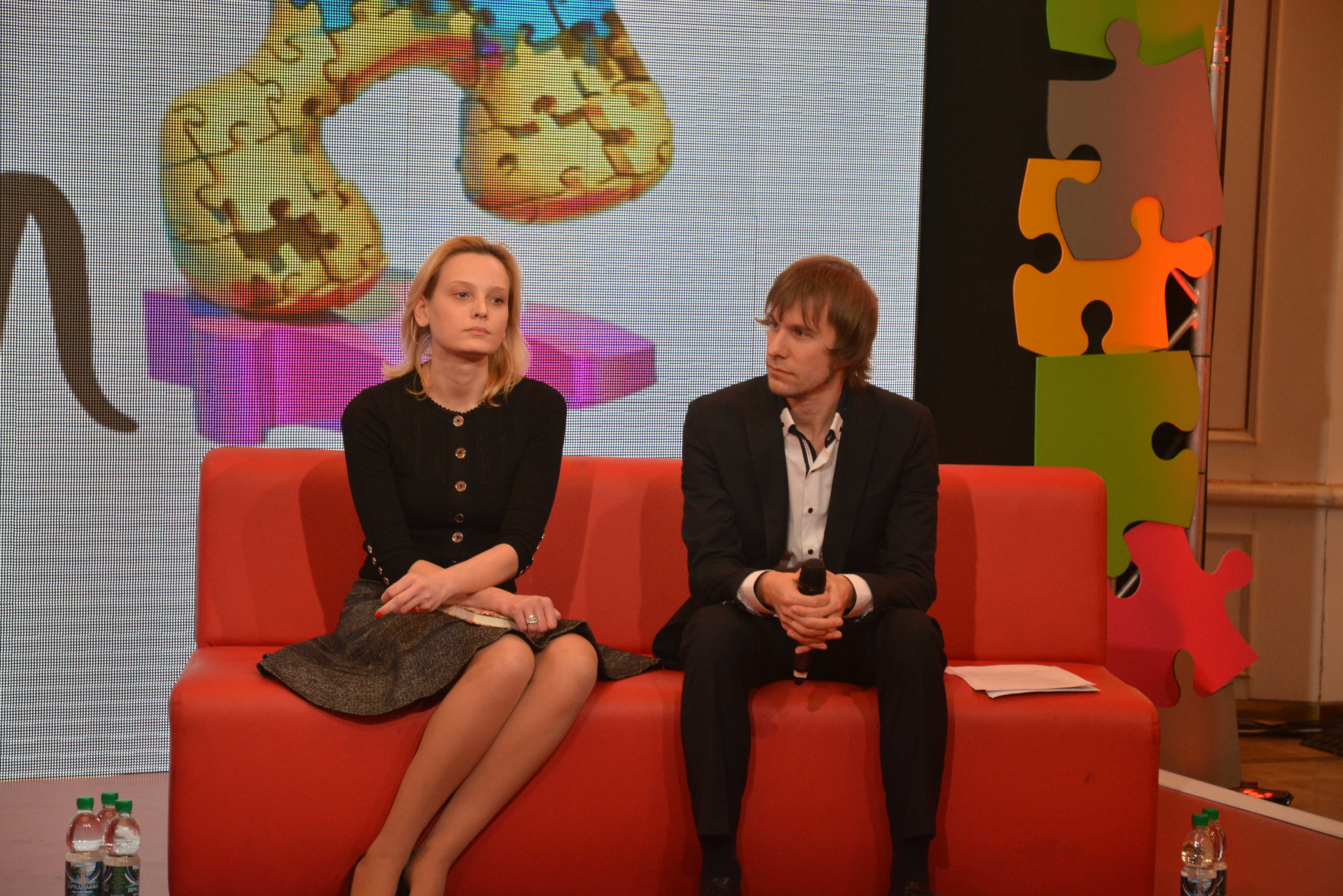
Владислав Яковлев в Киеве в ходе пресс-конференции Детского Евровидения-2013 вместе с Викторией Романовой

В 2011 году Яковлев был назначен ответственным за перезапуск Евровидения для молодых танцоров, которое не проводилось с 2006 года. Он успешно изменил формат Конкурса и организовал его в норвежском Осло, а затем повторил успех в 2013 году в польском Гданьске и в 2015 — в чешском Пльзене. Помимо конкурса молодых танцоров стал заниматься организацией и улучшением формата другого важного конкурса ЕВС — «Евровидение для молодых музыкантов», который прошёл в австрийской Вене в 2012 и уже в изменённом формате — в немецком Кёльне 31 мая 2014 года.
После успешного проведения этих международных конкурсов, Яковлев сменил Ситсе Баккера на должности исполнительного супервайзера Детского Евровидения, которое находилось на грани закрытия. Проведя ряд встреч с вещателями, ему удалось реанимировать конкурс, который прошёл в Киеве 30 ноября 2013 года в уже в обновленном формате с 12 странами. В 2014 году Конкурс провела у себя Мальта уже с 16 странами, а в 2015 в Софии участвовало 18 стран. Изменённый формат конкурса имел большой успех.
Из-за крупных разногласий с руководством 2 декабря 2015 года был уволен из ЕВС. С 2016 года занимается собственными телепроектами.